# Seznam hudebních pojmů
Seznam hudebních pojmů uvádí význam některých pojmů často se vyskytujících např. v publikacích a pořadech o hudbě, ale i v notových zápisech.

## A
- a, à, a là (fr.) – + následuje vyjádření způsobu přednesu
- a 2 – viz a due
- a bene placido – až do uklidnění
- absolutní hudba – hudba bez mimohudebního obsahu, opak programní hudby
- absolutní sluch – nadání rozpoznat absolutní výšky tónů sluchem
- a cappella (it.) – označení zpěvu bez doprovodu hudebních nástrojů
- a capella rock – odnož rockové hudby, založená na zpěvu bez hudebního doprovodu
- accelerando nebo zkr. accel. – zrychlující, postupně se zvyšující tempo
- accentato – akcentovaně, s důrazem
- acciaccatura – úderně
- accompagnato – doprovázený, tj. s doprovodem pro sólistu
- adagietto – spíše pomaleji
- adagio (it.) – zvolna, pohodlně
- adagissimo (it.) – velmi pomalu
- ad libitum – dle libosti
- a due – ve dvou, jako duet, pro dva hlasy nebo nástroje
- affettuoso, affettuosamente, nebo affectueusement (fr.) – s citem, náruživě
- affrettando – spěchat, naléhavý kupředu směřující
- agile – hybně, živě
- agigato (it.) – nepokojně
- agitato – bouřlivě, rozrušeně
- akustika – kvalita zvuku v koncertní sále nebo v budově, kde se interpretuje hudební dílo
- akordeon – tahací harmonika
- akordika – řád harmonických vztahů
- al, alla – italská předložka (na, na způsob)
- alla breve – dosl. na krátko, tzn. interpretuje se tak, že hodnota not se zkracuje o polovinu své hodnoty
- alla marcia – pochodem
- allemande (fr. = německy) – alemanda, druh tance
- allargando – zpomalovaně
- album – hudební album je trvalý záznam několika spřízněných audionahrávek jednoho interpreta
- alikvotní tóny – vyšší harmonický tón; částkový tón je tón, který zní společně s tónem základním
- allegretto (it.) – trochu temperamentněji, středně rychle, lehce
- allegretto vivace – středně živé tempo
- allegro – dosl. vesele nebo energicky, ale častěji interpretováno jako živě, rychle
- allegrissimo – velmi rychle, i když pomalejší, než presto
- alt – nižší nebo hluboký ženský hlas
- altissimo – velice vysoký
- alto – vysoko; často odkazuje na konkrétní rozsah hlasu – alt, vyšší než tenor, ale nižší než soprán
- alzateon sordini – zvednout dusítko
- am Steg (něm.) – hrát u kobylky
- amabile – líbezně, něžně
- amoroso – milostně, láskyplně, něžně
- amatér – fr. amateur = dosl. milovník
- andante (it.) – krokem ale ne zdlouhavě, mírné tempo
- andantino (it.) – poněkud volně, mezi andantem a allegrem
- anglický roh – dvouplátkový dřevěný dechový nástroj patřící do rodiny hobojových nástrojů (jako její altový zástupce), používá se zejména v symfonických orchestrech
- animato – živě, oživeně
- ansámbl – (fr. ensemble = dosl. společně, spolek) skupina; umělci, kteří jsou angažováni v hudebním tělese, skupině
- antifonár – liturgická kniha, kterou používá katolická církev při denních bohoslužbách, součástí jsou "antifóny" – liturgické texty a zpěvy
- apaisé (fr.) – klidně
- a piacere – it. dle libosti
- appassionato – vášnivě
- Appoggio / appoggiatura – opora, podpora
- a prima vista – bez přípravy
- (coll')arco – smyčcem
- arabeska – ornamentální skladba, jednoduchá, rychlá skladba
- aranžmán nebo aranžmá (z fr. arrangement) – úprava skladby, (většinou ji neupravuje původní autor)
- archiv – sklad např. notového či hudebního materiálu, hudebních nosičů (diskotéka) apod.
- aria / árie – skladba pro sólový zpěv s orchestrálním doprovodem
- árie da capo – druh barokní árie
- arietta – krátká, menší árie
- arioso – druh vokální skladby, ladný
- arpeggio – rozložené hraní akordů, (srov. it. arpa = harfa)
- ars antiqua – staré umění, období raného vícehlasu
- as is – tak, jak je (psáno)
- assai – velmi
- assez (fr.) – dost, dostatečně, (stejný význam jako it. assai)
- a tempo – v původním tempu
- attacca – dosl. nalepit, hrát bez přerušení (věty nebo části skladby na sebe okamžitě navazují)
- atonální anebo atonalita – opak tonality, záměrně porušující harmonii skladby
- audiokazeta – elektromagnetický zvukový nosič
- Ausdruck (něm.) – výraz, vyjádření
- ausdrucksvoll (něm.) – expresivně
- avec (fr.) – za doprovodu, s

## B
- B (něm.) – tónina B
- bagatela – drobná, krátká skladba
- baglama – viz saz
- balada – krátká dramatická skladba
- balalajka – strunný drnkací nástroj ukrajinského původu, charakteristický je trojúhelníkový tvar trupu
- balet – forma scénického tance
- ballata – druh taneční skladby
- band – anglicky kapela nebo hudební skupina
- bandoneon – druh knoflíkové tahací harmoniky
- banjo – strunný drnkací nástroj portugalského původu
- barkarola – typ písně podobné písním gondoliérů
- barbaro – surově, hrubě (barbarsky)
- baroko – umělecký směr
- barokní hudba – období a styl klasické hudby přibližně od roku 1600 do roku 1750
- Bartók pizzicato –
- baryton – mužský střední hlas, který je mezi tenorem a basem, taky označení pro hudební nástroj např. barytonový saxofon
- bas – je nejhlubší mužský hlas nebo hluboký hlas hudebního nástroje
- basklarinet – také basový klarinet, jednoplátkový dřevěný nástroj patřící do rodiny klarinetových nástrojů
- basso continuo – též pouze continuo, číslovaný bas nebo generální bas, způsob vytváření harmonické struktury skladby, při němž nástroj nebo skupina nástrojů hraje basovou linii a nad ní improvizuje harmonii podle číselných údajů skladatele
- basová kytara – také baskytara, strunný hudební nástroj
- beat –
- beatbox – způsob vytváření tónů, které imitují bubeníka, popřípadě perkuse, a to pouze ústy, tedy bez použití hudebních nástrojů
- bel canto / belcanto (it) – v překladě krásný zpěv, je zpěv, který zvýrazňuje krásu tónu a melodie, vzn. v Itálii počátkem 17. století společně se vznikem opery
- bellicoso – bojovně, agresívně
- benefice –
- berceuse (fr.) – ukolébavka
- bewegt (něm.) – rychle, hybně
- bicí – sekce rytmických hudebních nástrojů
- bicí nástroj – patří mezi pravděpodobně nejstarší a také nejobsáhlejší skupinu hudebních nástrojů. K vytváření zvuku dochází pomocí úderů do nástroje, třesením nástrojem, či škrábáním na nástroj
- Big Beat / bigbít – moderní hudební proud ve 20. století
- bis (lat.) – dvakrát
- bisbigliando – šeptavě tichounce
- bitonalita – současné použití dvou tónin
- blow  –
- blues – druh pomalé jazzové hudby
- bocca chiusa – se zavřenými ústy (brumendo)
- bolero – španělský tanec, známá je úprava Boléro od Maurice Ravela
- boogie–woogie – moderní hudební proud ve 20. století
- box set – soubor alb, většinou s přidaným materiálem, jako jsou fotografie nebo informace o působení interpreta v období vydání těchto alb
- brass quintett – (angl.) žesťový kvintet
- bravura – finesa
- breit (něm.) – široce
- brillante – brilantně, s jiskrou
- brio – zápal; obvykle ve spojení con brio – energicky, s jiskrou
- brioso – razantně (totéž jako con brio)
- bruscamente – ostře, stroze, prudce
- buben – bicí nástroj blanozvučný; rozlišujeme velký buben, malý buben, vířivý buben, baskický bubínek
- buzuki –

## C
- calando – s klesající silou a rychlostí, slaběji a pomaleji
- calore – vřele
- cambiare –
- cantabile anebo cantando – zpěvně
- cantus firmus (lat.) – hlavní hlas v polyfonních skladbách
- capo – (it.) hlava, začátek
- capriccioso – rozmarně
- cavatina – kavatina, druh árie
- celotónová stupnice –
- cesura anebo caesura – krátká pomlčka, většinou na konci fráze, značí se šikmou čárkou
- CD – viz kompaktní disk –
- cimbál – strunný (mohutný) nástroj využívaný především v lidové hudbě
- církevní hudba –
- církevní stupnice – neboli modus
- citera – drnkací strunový nástroj
- citlivý tón – sedmý stupeň tóniny nebo stupnice
- clarina – trubka určená pro hru ve vysokých polohách
- coda – závěrečná část skladby
- codetta –
- coll'arco – smyčcem
- colla parte – znamení pro hráče na nástroje, že mají hrát unisono s partem zpěvu
- colla voce – současně s hlasem
- col legno – dřevem, způsob hry na smyčcové nástroje
- coloratura(it.) – viz koloratura
- colossale – nesmírně
- col pugno –
- come prima – jako prve
- come sopra – jako výše
- comodo – pohodlně
- con affetto – s dojetím
- con brio – s jiskrou
- con dolore – s bolestí, s lítostí
- con forza – silou, silně
- con fuoco – s ohněm, ohnivě
- con larghezza – zdlouhavě
- con moto – pohyblivě
- con pedale – s pedálem
- con slancio – rázně, prudce
- country – druh americké pololidové hudby
- crescendo – zesilovat
- cyklus – uzavřený soubor skladeb

## Č
- čača (cha-cha) – druh moderního latinskoamerického tance
- čačak – jihoslovanský tanec
- celesta – klávesový bicí hudební nástroj, zní podobně jako zvonkohra
- cembalo – historický strunový a klávesový hudební nástroj, předchůdce klavíru
- činely – bicí samozvučný hudební nástroj
- čtverylka – druh tance
- čtyř čtvrťový takt – označuje se (4/4) anebo písmenem „C“ (podívej se i na – Takt (hudba))

## D
- da capo – od začátku, doslova od hlavy
- dance music –
- dancehall –
- darbuka –
- davul –
- deciso – rozhodně
- decrescendo (it.) nebo decresc. – zeslabovat, ubývat
- dechová hudba nebo dechovka –
- dechové kvinteto – hudební soubor složený z pěti dechových nástrojů, nejčastěji z příčné flétny, hoboje, klarinetu, fagotu a lesního rohu
- dechový nástroj – skupina hudebních nástrojů, kde excitátorem je proud vzduchu
- delicatamente nebo delicato –
- devoto – oddaně
- diatonická stupnice – stupnice složené z pěti celých tónů a dvou půltónů
- diminuendo (it.), dim. – zeslabovat a zpomalovat
- dirigent – osoba řídící orchestr
- disharmonie – nesoulad
- disko – zkrácenina slova diskotéka
- diskografie –
- diskotéka – soubor hudebních desek, archiv, přeneseně též zábavní taneční podnik
- dissonante nebo dissonanza (disonance) – nesouzvuk, nelibozvučný souzvuk dvou tónů (např. velká septima)
- divertimento – instrumentální skladba zábavného charakteru
- divisi nebo div. – děleně
- dixieland – proud starší jazzové hudby
- DJ (D.J.) nebo diskžokej –
- djembe – buben, původem ze Západní Afriky
- dlouhohrající deska – LP deska
- dobro – druh upravené kytary
- dolce – sladce
- dolcissimo – co nejsladčeji
- dodekafonie nebo dvanáctitónová hudba –
- dolente – bolně
- doloroso – bolestně
- dřevěný nástroj – skupina dechových nástrojů
- drum and bass nebo DnB – druh moderní hudby 90. let, doslova bubny a basa
- D.C. al fine nebo dal capo al fine – návrat zpět na začátek a přehrát znovu až po Fine. Doslova "od hlavy až do konce"
- D.S. al fine nebo dal segno al fine – návrat zpět na Segno [seňo] a přehrát znovu po Fine. Doslova "od znaménka do konce".
- D.S.S. al coda nebo dal segno al coda – návrat zpět na Segno a přehrát znovu po Coda
- dueto nebo duet – skladba určena pro dva hlasy nebo dva hudební nástroje
- duchovní hudba – hudba pro religiozní příležitosti
- duchovní píseň –
- duola – rytmický útvar, který vznikne nepravidelným rozdělením třídobé noty na dvě nejbližší nižší hodnoty. Výsledkem je tudíž skupina dvou not místo tří normálních. Jednotlivé noty duoly jsou o polovinu delší, než naznačuje jejich tvar. Bylo by možné je tedy zapsat i obyčejným způsobem – dvěma notami s prodlužovací tečkou. Výjimečně může vzniknout duola rozpůlením pěti-, sedmi-, devíti- nebo i vícedobé noty, která není dělitelná dvěma (nikoli tedy jedno-, dvou-, čtyř,- šesti- či osmidílné noty, které lze pravidelně půlit)
- dur (z lat. durus tvrdý) – označení tvrdé stupnice (např. C-dur)
- durový –á, –é – je vyjádření v tónině dur nebo stupnicí dur, je to opakem molového (molový)
- dvanáctitónová hudba viz dodekafonie
- dynamika – stupňování či odstupňování tónů z hlediska síly, resp. hlasitosti

## E
- e (it.) – spojka "a"
- eco – ozvěna
- ein wenig (něm.) – málo, trochu
- elektrická kytara –
- eklektik –
- elegie – tragická oslavná skladba
- elektronická hudba –
- empfindung (něm.) – pocit, feeling
- encore (fr.) – ještě
- en dehors (fr.) – ven, vně, mimo
- energico – energicky
- enfatico – důrazně, rozhodně
- en pressant (fr.) – naléhavě
- en retenant (fr.) – zadržovaně
- ensemble – viz ansámbl
- epigon – napodobitel
- epilog – dohra, doslov
- eroico – hrdinně
- erotico – milostně
- espirando – výdechem
- espressivo nebo espr. – výrazně, expresivně
- estinto – zmíravě
- etnoorganologie –
- etnomuzikologie –
- etuda [etyda] (fr.) – cvičná krátká skladba
- eufonium –
- evergreen [evrgrín] (ang.) – "stálezelená", nestárnoucí píseň

## F
- facile – prostě, jednoduše (např. sonata facile – jednoduchá sonáta)
- fagot – dechový basový hudební nástroj, patří do skupiny dřevěných nástrojů
- fall –
- fanfára – znělka, původně obvykle hraná skupinou plechových nástrojů při určitých příležitostech
- fauxbourdon – falešný bas
- fermata – zastávka, úplné zastavení
- feroce –
- festival –
- feurig (něm.) – ohnivě
- festivamente (it.) – slavnostně
- fieramente – směle, hrdě
- fidula – středověký strunný smyčcový nástroj, předchůdce houslí
- figurace –
- figurální hudba –
- figura [lt. postava] – pasáž
- filharmonie – velké hudební těleso, orchestr, či přeneseně instituce
- filmová hudba –
- finále – závěr skladby
- flamenco – jihošpanělský tanec (špan. plameňák)
- flauta – flétna
- flažoletový tón – technika hry na strunné nástroje, kdy se prst lehce dotýká struny v její polovině nebo čtvrtině a ta pak vydává tón o oktávu nebo dvě vyšší než prázdná struna
- flebile –
- focoso anebo fuocoso – ohnivě
- folk – lid
- folklor – lidová hudba
- folklorní soubor –
- fonotéka – vhodně uspořádaný soubor zvukových záznamů
- forma [lt. tvar] – označení pro skupinu hudebních skladeb příbuzných v rámci termínu především z hlediska kompozice, stavby či struktury, někdy však též i nástrojového obsazení, eventuálně z hlediska účelu či příležitosti, ke kterým byly složeny (např. sonátová f., rondová f. apod.)
- forte (it.) nebo f – silně, hlasitě
- forte fortisimo (it.) anebo fff – co nejsilněji
- fortepiano anebo fp – rychlý přechod z forte do piana, fortepiano je také výraz pro klavír, resp. pianino
- fortissimo (it.) anebo ff – velice hlasitě, silněji, (opak – pianissimo)
- forzando anebo fz – viz sforzando – velmi silný akcent
- foxtrot – druh tance z 1. poloviny 20. století
- fráze – ukončená hudební myšlenka
- freddo (it.) – studeně
- fresco – čerstvě
- fröhlich (něm.) – radostně
- fuga (lt. a it. útěk) nebo fugue (fr.) – kontrapunktická neperiodická hudební skladba pro tři až pět hlasů, (it. fuggire = prchat, běžet, utíkat)
- fujara – lidový dechový nástroj
- fujara trombita –
- funk – hudební styl vytvořený Afroameričany
- fuoco, con fuoco (it.) – oheň, s ohněm, ohnivě
- furioso (it.) – zběsile, zuřivě, divoce

## G
- G.P. – generální pauza
- gajdy –
- gaudioso – radostně
- gavota / gavotte (fr.) – skladba v tanečním stylu nebo francouzský historický tanec
- generálbas –
- gentile (it.) – jemně
- geschwind (něm.) – rychle
- getragen (něm.) – neseně
- giga / gigue (fr.) –
- giocoso nebo gioioso –
- giusto – správně
- glissando (it.) – plynulé sklouznutí z jednoho tónu na druhý
- gong – bicí nástroj
- graduál – část mše; zpěvník ke mši
- gramofon – přístroj pro přehrávání gramofonových desek
- gramofonová deska – analogový hudební nosič
- grandioso – velkolepě
- grave (it.) – těžce, pomalu a vážně nebo seriózně
- grazioso – elegantně
- gospel (angl. evangelium)– černošská hudba s náboženskou tematikou
- gusle – tradiční balkánský smyčcový strunný nástroj s jednou nebo dvěma strunami
- gustoso / con gusto (it.) – lahodně
- gregoriánský chorál – církevní jednohlasý chorální zpěv bez doprovodu

## H
- habanera – druh tance
- hammondovy varhany – elektrofonický klávesový nástroj
- hardcore nebo hardcore punk –
- harfa – strunný drnkací nástroj
- harmonie – lad, soulad, v hudbě způsob stavby
- harmonika –
- harmonium –
- havajská kytara –
- heavy metal –
- heligón –
- heligonka – druh tahací harmoniky
- hip hop –
- hlasitost –
- hlasová oktáva – viz Oktáva (hudba)
- hmatník – část hudebního nástroje
- hoboj – dřevěný dechový nástroj
- homofonie – jeden hlas vede melodii, opakem je polyfonie
- house music –
- housle – strunný smyčcový nástroj
- houslové kvarteto – hudební soubor čtyř houslí
- hudba –
- hudebník –
- hudební archiv – viz archiv
- hudební klasicismus –
- hudební nástroj –
- hudební sloh –
- hudební žánr –
- humoreska – rádoby radostná skladba
- hymnus – duchovní oslavná píseň, chvalozpěv (lat. hymnus = píseň)

## Ch
- charleston –
- chalumeau (fr.) – dřevěný dechový nástroj, předchůdce klarinetu
- chiuso (it.) – uzavřeně
- chorál – je jednohlasá zpívaná píseň pro větší počtem zpěváků bez doprovodu hudebních nástrojů
- choralista –
- chórista –
- chrámová hudba – viz církevní hudba, či duchovní hudba
- chromatický anebo chromatika – znamená barevný, základní tónový systém postupující v půltónech. Chromatika může být také hovorové zkrácené označení pro hudební nástroj – chromatický akordeon, chromatickou harmoniku apod.
- chromatická stupnice – stupnice – vzestupná, či sestupná řada tónů postupujících v půltónových intervalech. Oktáva se skládá z dvanácti půltónů

## I
- idyla – skladba popisující život na venkově
- imitace – opakování téhož motivu či tématu doslovně, či s obměnami (imitační technika byla široce používanou technikou
- imperioso – rozkazem, panovačně
- impromptu – instrumentální skladba volné formy a délky, nebo menší jednoduchá skladba
- improvizace – konání bez přípravy nebo reakce na danou situaci bez přípravy
- impetuoso –
- improvisando – improvizovaně, bez přípravy
- in altissimo – co nejvýše
- incalzando –
- indie rock –
- insistendo – naléhavě, vytrvale
- instrumentace – technika využití možností hudebních nástrojů při komponování skladby nebo při přepracovávání pro jiné nástrojové obsazení
- instrumentalista – hudebník, osoba hrající na hudební nástroj
- in modo di... – „na způsob...“
- intermezzo (tal.) – je drobná hudební skladbu nebo mezihra většinou se používá v opeře
- interval – rozmezí, vzdálenost mezi dvěma tóny
- intimo –
- intonace – správné nasazení tónu co do výšky i přednesu.
- intro – zkrakta, viz introdukce, introitus
- irato –

## J
- jazz – původně severoamerický hudební styl, který vznikl na začátku 20. století mezi afroamerickou komunitou na jihu USA, smícháním afrických a evropských hudebních stylů
- jive – rychlý moderní tanec

## K
- kadence / cadenza – obvykle znamená zakončení hudební myšlenky nebo celé skladby
- kakofonie – nelibozvuk
- kamandža – arabský tradiční hudební smyčcový strunný nástroj
- kánon – označuje vícehlasou píseň, v níž se jednotlivé hlasy neliší v melodii a textu, avšak jsou navzájem časově posunuty
- kantáta – je rozsáhlejší oslavná hudební skladba
- kantele – tradiční finský drnkací strunný nástroj.
- kastaněty – španělský bicí nástroj
- kazačok / kozáček – ruský lidový tanec (rus. казачок)
- klarinet – dřevěný dechový nástroj
- klasická kytara –
- klasická hudba – někdy také vážná hudba
- klavír – klávesový strunný nástroj, viz též piano
- klavírní trio – soubor tří hudebníků hrajících na klavír, housle a violoncelo nebo skladba pro tyto tři hudební nástroje
- klavírní kvinteto – skladba pro klavír a houslové kvarteto
- klavírní trio – skladba pro klavír, housle, a violoncello
- klíč – je grafický symbol, přítomný na začátku každé notové osnovy, určující výšku not (rozeznávají se různé klíče:

a) podle druhu hlasu nástrojů: houslový (= sopránový), violový (= altový), tenorový, barytonový, basový,
b) podle tonů, který udávají: c-klíč, f-klíč, g-glíč
- koloratura – melodická výzdoba především zpěvného hlasu (it. – coloratura)
- komorní hudba –
- komorní skladba – skladba pro dva až dvanáct hlasů nebo hudebních nástrojů
- kompaktní disk – zkr. CD
- kompilace –
- koncert – jedná se o zpravidla o větší veřejný zábavní podnik či o umělecké představení převážně hudební povahy
- konsonancia – souzvuk, opakem je disonance
- kontrabas – nejhlubší smyčcový nástroj
- kontrafagot –
- kontrapunkt – označuje v hudební terminologii vedení hlasů ve vzájemném protipohybu, které se řídí danými pravidly harmonie
- konzervatoř – vzdělávací instituce se zaměřením zejména na umělecké vzdělání
- kornet –
- kotle – bicí nástroj blanozvučný zvaný též tympány, který lze naladit na určitý tón
- křídlovka – druh trubky
- kvartet – hudební skladba napsaná pro čtyři hudební nástroje, pro čtyři hudebníky
- kvarteto – skupina čtyř hráčů, či zpěváků
- kvinta – interval mezi prvním a pátým stupněm stupnice
- kvinterna –
- kvintakord – akord složený ze tří tónů, přičemž vzdálenost mezi prvním a třetím tónem je kvinta, mezi prvním a druhým, druhým a třetím je tercie
- kytara – strunný drnkací nástroj

## L
- Lacrimosa – verš z requiem, latinské mše za zemřelé, Lacrimosa dies illa...
- lacrimoso – plačtivě
- ladění –
- lamentando –
- lamentoso –
- langsam (něm.) – pomalu
- largo (it.) – zeširoka, pomalu
- latin pop –
- lay out – jazzový název, který se rovná klasickému termínu tacet
- lebhaft (něm.) – živě
- legato – svázaně (opak staccato)
- leggiero – lehce
- leitmotiv (z něm.) – hlavní nebo vedoucí myšlenka, téma skladby
- lent (fr.) – pomalu
- lento – pomalu zdlouhavě
- lesní roh – (wald)horna, žesťový nástroj
- liberamente –
- libero –
- libreto / libretto (it.) – je textová část opery, operety, muzikálu, příp. oratoria
- lidová hudba –
- lidová píseň –
- ligatura – symbol notového zápisu – oblouček spojující více not se stejnou výškou tónu a znamená, že se má hrát nepřerušeně
- lira da braccio –
- lira da gamba –
- l'istesso – stále stejně (např. l'istesso tempo)
- liturgická hudba
- loco – označení rušící předešlý předpis (8va sopra, 8va bassa)
- lontano – daleko
- lo stesso = l'istesso – stejně
- loutna – strunný drnkací nástroj
- LP – Long Play – viz dlouhohrající deska
- lugubre – temně
- luminoso –
- lusingando –
- lyra

## M
- ma – ale, avšak
- ma non troppo – ale ne příliš
- madrigal – je druh světské vokální polyfonie (vícehlasu), písně z období renesance a baroka
- maestoso – majestátně, vznešeně
- magico – tajemně
- magnifico – velkolepě
- maggiore – 1. velký, 2. označení durové tóniny
- main droite (fr.) – [hrát] pravou rukou (zkratka: MD nebo MD), viz latinské manu dextra (m.d.) – pravou rukou
- main gauche (fr.) – [hrát] levou rukou (zkratka: MG nebo mg), viz latinské manu sinistra (m.s.) – levou rukou
- malinconico – melancholicky
- mambo –
- mandola –
- mandolína – italský drnkací nástroj
- mano destra (it.), manu dextra (lt.) – [hrát] pravou rukou (zkratka: MD nebo MD)
- mano sinistra (it.), manu sinistra (lt.) – [hrát] levou rukou (zkratka: MS nebo MS)
- marcatissimo – velmi výrazně
- marcato – důrazně, výrazně
- marcia – alla marcia – pochodově
- martellato –
- marziale –
- mässig (něm.) –
- matiné – dopolední koncert
- mazhar –
- mazurka – polský tanec v 3/4 taktu, většinou pro klavír
- MD – viz mano destra a main droite
- measure (angl.) – takt
- medley – směs písní, mix
- melancolico – melancholicky
- melisma – (ve starém duchovním zpěvu, v orientální hudbě) ozdoba, při níž je jedna slabika rozdělena na více not (př.: Al-le-lu-u-u-u-ia)
- melodie – nápěv nebo hudební téma, postupnost zvuků různé intenzity a různé délky trvání, přičemž struktura vytváří hudební smysl
- melodika –
- melodram –
- menuet – francouzský tanec v 3/4 taktu, hudební kompozice ve stejném času a rytmu, třetí část skladby
- meno – méně
- mensurální notace – viz černá m.n, bílá m.n., hudební zápis zohledňující časovou hodnotu not, vznikla ve 13. století
- merengue –
- messa di voce – způsob zpěvu, druh pěvecké techniky
- metal [angl. kov] – hudební styl vycházející z rocku, ale tvrdší, rychlejší, agresivnější. Základním nástrojovým osazením je zkreslená elektrická kytara, baskytara a bicí, k nimž je připojen zpravidla výrazný vokál. Dělí se na mnoho podžánrů, např. speedmetal, deathmetal, trashmetal a další.
- metronom – zařízení udávající pravidelné tempo
- metrum (lt.) – střídání přízvučných a nepřízvučných dob, označení taktu, např. 3/4.
- mezza voce – polohlasem, tlumeně
- mezzo- – půl, mezi; předpona používaná v kombinaci s ostatními pojmy pro určení intenzity/síly/důrazu. Například mezzo forte (mf) znamená středně hlasitě/silně
- mezzoforte nebo (mf)– středně silně, polosilně
- mezzo piano – polohlasně, poloslabě, half softly; i.e., moderately softly. See dynamics.
- mezzosoprán – hlasový obor ležící mezi sopránem a altem
- MG – viz main gauche
- misterioso – záhadně
- missa – hudební zpracování římskokatolické mše, viz missa brevis, missa solemnis
- mobile – hybně
- moderato – zvolna krokem, mírně
- modesto – skromně
- modulace – náhlá změna tóniny
- moll (lt. mollus měkký) – měkká tónina
- mollová stupnice – stupnice v rámci měkké tóniny
- monodie –
- monofonie – jednohlas, skladba s melodii bez harmonického doprovodu, opakem je polyfonie
- molový – vyjádření v stupnici nebo tónině, opakem je durový
- molto – velmi
- morendo (it.) – umíravě, "do ztracena", fade out
- mosso (it.) – hybně
- moteto – vícehlasá vokální církevní skladba v rychlejším tempu
- moto – pohyb
- MS – viz mano sinistra
- mše – cyklická hudební forma obvykle na ustálený latinský text
- munter (něm.) –
- muzikál –  dramatický žánr, jenž spojuje literaturu a hudbu.
- muzikologie – nauka o hudbě, hudební věda
- muzikoterapie –

## N
- náboženská hudba –
- nápěv –
- nátrubek –
- nátryl – druh hudební ozdoby
- narrante –
- naturale nebo nat. (lt. natura příroda)– přirozeně
- N.C. – zkratka pro "No Chords" (tj. "bez akordů") – hrají se pouze uvedené noty nebo melodie, ne však akordický doprovod
- Nebenstimme (něm.) – vedlejší hlas
- nobile nebo nobilmente – vznešeně
- nokturno – noční hudba, hudební skladba, která je charakteristická klidnou, až snivou náladou
- noneto – skladba pro devět hudebních nástrojů, hudební soubor skládající se z devíti instrumentalistů
- nota – základní grafický symbol pro zápis výšky a délky tónu
- notace – způsob grafický zápisu hudební myšlenky, pro její zápis slouží notová osnova
- notová osnova – systém linek sloužících k záznamu skladeb pomocí grafických symbolů (not), a slov (případně jejich zkratek), umožňující jednoznačnou interpretaci hudebního díla
- notes inégales (fr.) –

## O
- óda –
- odzemek –
- offertorium – část mše, obětování
- oktáva (it. ottava) – hudební interval mezi prvním a osmým tónem diatonické stupnice, v rovnoměrně temperovaném ladění obsahuje dvanáct půltónů
- oktáva bassa (it. ottava bassa, či 8va bassa) – o oktávu níže
- okteto – skladba pro osm hudebních nástrojů nebo hlasů, zpěv osmých zpěváků, osm současně hrajících instrumentalistů
- omaggio / hommage (fr.) – pocta
- opera – umělecká forma spojující dramatické divadelní představení s hudbou a zpěvem
- opera buffa – komická opera
- opera seria (většinou nazývaná dramma per musica nebo melodramma serio) – je italský hudební termín, který se vztahuje k šlechtickému a "serióznímu" stylu italské opery, která převládala v Evropě od roku 1710 do cca 1770
- opereta – hudebně–dramatický divadelní útvar lehčího zábavního rázu, v němž se střídá mluvené slovo se zpěvem
- organo – viz varhany
- orchestr –
- orchestrální kompozice –
- opus (lat.) – latinské označení pro dílo, zkratka op., množné číslo opera (zkratka opp.)
- opusové číslo – u řady skladatelů pořadové číslo jejich děl, většinou chronologicky podle doby napsání nebo vydání
- oratorium – rozsáhlejší hudební skladba, při jejímž provedení účinkuje orchestr, sbor a pěvečtí sólisté
- organologie – nauka o hudebních nástrojích
- ornament – zkrášlující doplněk skladby např. trylek
- ostinato – tvrdohlavě, soustavně, stále se opakující rytmus, který se opakuje v celé kompozici nebo části skladby
- ossia – neboli
- ouvertura / ouverture (fr.) – předehra

## P
- parlando nebo parlante – mluveně, recitovaně
- partitura – notový zápis instrumentálních, vokálních i vokálně–instrumentálních hudebních skladeb
- passionato – vášnivě
- pastorale – pastorálně, venkovsky
- pastorela – vánoční koleda, píseň pastýřů
- pašie / Passion (něm.) – jsou části evangelií, které popisují umučení, smrt a vzkříšení Ježíše Krista, hudebně zpracováno dílo o umučení a vzkříšení Ježíše Krista, obvykle v době Velikonoc
- pausa – pomlka
- penseroso –
- perdendosi – ztráceje se
- perkuse – viz bicí nástroj
- pesante (tal.) – těžce, těžkopádně, důrazně
- peu à peu (fr.) – postupně, pozvolna
- pěvec – zpěvák
- pěvecký sbor –  hudební těleso tvořené výhradně vokalisty.
- pěvecký spolek – je hudební spolek, který (někdy je označován zastaralým výrazem – zpěvácký spolek)
- pianissimo anebo pp (it. superlativ) – co nejslaběji
- piano nebo p – slabě
- piano – klavír – klávesový strunný nástroj
- piano pianissimo anebo ppp – co nejslaběji
- pianino – menší typ klavíru
- piacevole (tal.) – příjemně
- piangevole – plačtivě
- píseň – jeden ze základních typů hudebního projevu opatřený textovou složkou
- písňová forma –
- písňový text –
- pikola – druh malé flétny
- píšťala –
- più – více
- più mosso – více hybně, rychleji
- pizzicato (tal.) – brnkavě; technika hry na smyčcové nástroje, při které se nepoužívá smyčec a hráč rozechvívá struny pomocí prstů nejčastěji pravé ruky
- playback – přehrání
- pochettino nebo poch. – velmi málo
- poco – trochu, jako v poco più allegro (trochu rychleji)
- poco a poco – ponenáhlu
- poi – potom
- pochod –
- polka – národní dvojdobý tanec
- polnice – druh trubky
- polonéza – je svým původem vznešený polský procesní tanec, tančený páry dokola v tanečním sále, hudba je v trojdobém metru a mírném tempu
- půltón – je polovinou tónu, nejmenší interval vyskytující se v diatonické stupnici, dvanáctina oktávy
- polyfonie – skladebná technika, při níž skladbu vytvářejí dva, tři, čtyři i více samostatných hlasů. Žádný z nich přitom není vedoucí, žádný doprovázející., opakem je monofonie
- polytonalita –
- pomlka – pauza v hudbě, přestávka v skladbě, zpěvu, v které je ticho
- pop –
- pop music –
- populární hudba –
- posato – rozvážně
- pozoun – trombon
- preludium – úvod instrumentálních skladeb
- prestissimo – velmi rychle (více než presto)
- presto – rychle, kvapně
- primadona – první dáma opery
- prima volta – při prvním opakování
- primáš – hráč na první housle, případně koncertní mistr
- primo nebo prima – první
- přízvuk – zdůraznění určité části v skladbě, zpěvu např. takt, určitou dobu
- profesionál – člověk živící se daným oborem
- programní hudba –
- punk – hudební styl 20. století

## Q
- quasi (lat. a it.) – jako kdyby, téměř, jako např. quasi recitativo jako recitativ v opeře, nebo quasi una fantasia – na způsob fantazie

## R
- ragtime – americká hudba, předchůdce jazzu
- rallentando anebo rall. – pozvolna zpomalovat
- rapido – prudce
- rapsodie – hudební kompozice s dramatickým, hrdinským, romantickým obsahem
- rasch (něm.) – kvapně
- recitativ – mluvený zpěv, zpěv se více přibližuje mluvenému přednesu nebo řeči, hudba přitom ustupuje do pozadí
- refrén – opakovaná část básně nebo písně
- reggae –
- rekviem – requiem, mše za zemřelé, (Requiem aeternam dona eis, Domine – Pokoj věčný dej jim, Pane)
- religioso – zbožně
- remake – nové zpracování, zaranžování hudby
- remix – nové smíchání hudby
- rep = rap
- repente –
- repertoár – soubor skladeb, které hudební uskupení umí zahrát
- repríza – opakování
- restez (fr.) – zůstat
- rhythm and blues – R'n'B
- rinforzando (rf) –
- risoluto – rozhodně
- ritardando (rit-.) – postupně zpomalovat
- ritenuto (riten.) – náhle zpomalit (dočasně)
- roulade (fr.) –
- r’n’b – viz rhythm and blues
- rock –
- rokenrol = Rock'n'Roll
- romance –
- romantismus –
- rondo – zábavně
- rubeba – hudební nástroj
- rumba –
- ruvido –
- rytmika –
- rytmus – střídání přízvučných a nepřízvučných dob, označení pro part hraný bicími nástroji

## S
- salsa –
- saltando –
- samba –
- sarabanda –
- saxofon –
- saz –
- sbor –
- sbormistr – vedoucí pěveckého sboru, sborový dirigent
- scat –
- scénická hudba –
- scherzando, žertovně scherzoso –
- scherzo – hudební skladba, pro niž je typický žertovný ráz (scherzo = italsky žert), rychlé tempo a živý rytmus. Od doby klasicismu vystřídala tato forma v cyklických skladbách typu sonát a symfonií jednu z jejích běžných součástí, kterou byl menuet. Může však být i samostatnou skladbou.
- schleppen (něm.) – přetáhnout; obvykle nicht schleppen
- secco nebo sec (fr.) –
- segno [seňo] – (it.) značka, znaménko
- semitone – (it.) půltón
- semplice – (it.) prostě
- sempre – (it.) vždy, (neu)stále
- senza – (it.) bez
- senza misura – (it.) bez míry, bez rytmu
- senza pedale – bez pedálu
- septet – skladba pro sedm hudebních nástrojů
- septeto – hudební soubor skládající se ze sedmi instrumentalistů nebo zpěváků
- serenáda – hudební forma, píseň pro solistu s doprovodem instrumentalistů
- sextet – skladba pro šest hudebních nástrojů
- sexteto – hudební soubor skládající se ze šesti instrumentalistů nebo zpěváků
- serioso – (it.) vážně
- sforzando – zesíleně, důrazně
- shake –
- silenzio – tiše
- simile – obdobně
- sinfonie – (původně it.) sinfonia = předehra (etym. sin-fonia zníti s)
- singl – vinylová gramofonová deska s jednou písní
- sket viz scat
- skladba
- skladatel –
- skleněná harmonika –
- slowfox nebo slow–fox –
- smorzando, zkráceně smorz. –
- smyčec –
- soave – mile
- sognando –
- sólo –
- sólista –
- solmizační stupnice –
- sonáta – cyklická skladba
- sonata da camera – (it.) komorní sonáta
- sonata da chiesa – (it.) duchovní sonáta
- sonátový cyklus –
- sonatina – menší a interpretačně lehčí sonáta
- sonoramente, sonoro – (it.) sytým tónem, zvučně
- soprán – nejvyšší ženský hlas; též součást názvů některých hudebního nástrojů, např. sopránový metalofon, sopránový saxofon (sopránsaxofon), sopránová zobcová flétna
- sospirando – (it.) vzdychavě
- sostenuto – (it.) zdrženlivě
- sotto voce – (it.) jemný, delikátní tón (z italštiny)
- soul – druh populární americké, původně černošské hudby
- soundtrack – hudební složka filmového díla, často bývá vydávána i samostatně
- spiccato –
- spinet – strunný a klávesový nástroj, menší druh cembala nebo klavíru
- spinto – (it.)
- spiritoso – (it.) živěji, vesele, hravě
- spirituál –
- společenský tanec –
- staccato – krátce, s odtahem
- stanza – sloka
- strepitoso –
- stretto –
- stringendo –
- struna –
- strunový žaltář –
- stupnice – řada tónů většinou v rozmezí jedné oktávy uspořádaná podle určitých pravidel, která určují vzdálenosti mezi jednotlivými stupni (intervaly)
- subito – náhle, ihned
- suita – daný sled instrumentálních nebo orchestrálních skladeb, které se hrají jedna po druhé bez dlouhých přestávek
- sul ponticello –
- surf rock –
- swing –
- symfonie – cyklická hudební forma sonátového typu, komponovaná pro větší až velké nástrojové obsazení (zpravidla symfonický orchestr).
- symfonická báseň –
- symfonický orchestr – sdružuje největší počet instrumentalistů (více než sto). Jednotlivé nástroje jsou v něm zastoupeny vždy větším počtem instrumentalistů, tvořících nástrojové skupiny (sekce).
- symfonický rock –
- synkopa – hudební pojem označující rytmickou skupinu skládající se ze tří not, z nichž prostřední má dvojnásobnou délku než ostatní dvě
- syntetizátor – elektronický hudební nástroj

## Š
- šalmaj – plátkový nástroj
- šanson –
- šestiosminový takt – označuje se 6/8, viz též takt
- šlágr – hit

## T
- tabulatura –
- tacet – místo ve skladbě, kde určitý nástroj či hlas mlčí
- takt – udává střídání přízvučných a nepřízvučných not čili rytmus skladby
- taktovka – dirigentská hůlka
- taktování –
- tamburína – hudební nástroj patřící mezi bicí nástroje (perkuse).
- tanec – pohybová společenská nebo sportovní aktivita, prováděná převážně za doprovodu hudby.
- taneční hudba –
- techno –
- téma – melodicky a rytmicky výrazná a obsahově závažná hudební myšlenka, která tvoří základ či jádro hudební skladby
- tempo – určuje v hudbě rychlost pohybu v čase
- tempo di marcia –
- tempo giusto –
- tempo primo, tempo uno nebo tempo I – hrát původním tempem jako na začátku skladby
- teneramente –
- tenerezza –
- tenor – vysoký mužský hlas; též součást názvů některých hudebního nástrojů, např. tenorový saxofon (tenorsaxofon), tenorová tuba
- tenuto – držené
- ternary –
- tessitura –
- textař –
- toccata (it.) –
- tón – je každý zvuk se stálou frekvencí
- tónina – příslušnost tónového materiálu hudební skladby k určité stupnici
- trampská hudba nebo trampská píseň –
- tranquillo – klidně (angl. calmly, peacefully)
- tremolo (it.) –
- triangl – samozvučný bicí hudební nástroj
- trio – skladba pro tři hudební nástroje; hudební soubor skládající se ze tří instrumentalistů; prostřední část některých hudebních skladeb nebo vět, např. pochodu nebo menuetu
- triola – skupina tří stejně dlouhých not hraných v době jinak určené pro dvě noty, např. tři osminové noty hrané celkově na jednu dobu. Na trioly lze dělit jakékoli hodnoty: celou na půlové, půlku na čtvrťové, čtvrtku na osminové, osminu na šestnáctinové trioly atd. Nejčastěji se však vyskytují trioly osminové, spojené společnou příčkou, které jsou nejpřehlednější. Označují se hranatou svorkou (nebo obloučkem) a ležatou číslicí 3.
- troppo –
- trumšajt –
- trubadúr – básník, skladatel, muzikant a zpěvák v jedné osobě,
- trubka – žesťový dechový nástroj
- trylek – druh melodické ozdoby, rychlé střídání předepsaného tónu a zpravidla tónu o půltón nebo celý tón vyššího
- tříčtvrteční takt – označuje se 3/4
- tuba – žesťový hudební nástroj
- tutti – všichni, např. všechny rejstříky varhan
- tympán – tympány, též kotle, bicí nástroj

## U
- ukolébavka
- ukulele
- umělec
- un, uno nebo una – jeden, jedno nebo jedna
- una corda – na jedné struně (levý pedál u klavíru)
- un poco – trochu
- unisono nebo unis (fr.) – jednohlasně

## V
- valčík – třídobý tanec
- varhany – dechový vícehlasý nástroj
- variace – obměny skladby na dané téma
- vážná hudba – též klasická hudba, hudební žánr
- veloce – (it.) rychle
- velocissimo – (it.) co nejrychleji
- věta – část hudební skladby
- vibrafon – hudební nástroj
- vibrato – rozechvěný zvuk nebo tón, viz též tremolo
- viola – smyčcový hudební nástroj
- viola bastarda – starší smyčcový hudební nástroj
- viola da braccio – starší smyčcový hudební nástroj
- viola d'amore – starší smyčcový hudební nástroj
- viola da gamba – starší smyčcový hudební nástroj
- violoncello – smyčcový hudební nástroj
- violový klíč, též altový klíč –
- vittorioso –
- virtuoso –
- virtuóz = virtuos
- virtuozita –
- vivo (it.) – živě
- vivace (it.) – velmi živě
- vivacissimo (it. superlativ) – co nejživěji
- voce (it. ablativ, 7. pád) – hlasem
- vojenská hudba –
- vokalista – doprovodný zpěvák
- vokální hudba – zpěv
- vokální skupina –
- volante (it.) – zpěvně
- vozembouch –
- V. S. (volti subito) –

## W
- waltz – pomalý třídobý rytmus, tanec
- wenig (něm.) – málo
- worship (angl.)

## X
- xylofon (z řec. xylos (dřevo)) – hudební nástroj

## Z
- Zählzeit (něm.) –
- zart (něm.) – něžný, něžně
- Zartheit (něm.) – něžnost
- zärtlich (něm.) – něžně
- Zeichen (něm.) – znak
- zelo, zeloso, zelosamente – horlivě
- ziehen (něm.) – táhnout
- zitternd (něm.) – třesavě
- znělka –
- zobcová flétna –
- zögernd (něm.) – váhavě
- zpěv –
- zpěvácký spolek – zastaralý název pro pěvecký spolek, viz výše ve slovníku
- zpěvník –
- zpěvohra – obecný název pro dramatický žánr s významným podílem hudby, např. operu nebo operetu
- zvon – bicí nástroj
- zvonkohra – bicí hudební nástroj
- zvuk –

## Ž
- žalm – veršovaná modlitba ze Starého Zákona
- žesťový nástroj – dechový hudební nástroj vyrobený z plechu (obvykle měděného)